# NGC 1003
NGC 1003 é uma galáxia espiral (Sc) localizada na direcção da constelação de Persus. Possui uma declinação de +40° 52' 22" e uma ascensão recta de 2 horas, 39 minutos e 16,6 segundos.
A galáxia NGC 1003 foi descoberta em 6 de Outubro de 1784 por William Herschel.